# Saint-Hippolyte (Górny Ren)
Saint-Hippolyte – miejscowość i gmina we Francji, w regionie Grand Est, w departamencie Górny Ren.
Według danych na rok 1990 gminę zamieszkiwało 1078 osób, a gęstość zaludnienia wynosiła 60 osób/km² (wśród 903 gmin Alzacji Saint-Hippolyte plasuje się na 253. miejscu pod względem liczby ludności, natomiast pod względem powierzchni na miejscu 92.).